# Výpřež
Výpřež (nebo také Na Výpřeži či Tetřeví sedlo) je horské sedlo ve výšce 769 m n. m. Leží ve vzdálenosti přibližně 1,5 kilometru od vrcholu Ještědu. Je to místo, kde silnice III/2784 spojující Liberec s Českým Dubem překonává Ještědský hřbet. Sedlo je součástí Přírodního parku Ještěd.

## Přírodní poměry
Je to strukturně podmíněná sníženina hrásťového hřbetu mezi údolními zářezy potoků, budovaná kambrickými až proterozoickými sericitickými fylity. Vlastní sedlo je téměř nezalesněné, místy jsou smrkové porosty. V podrostu je borůvka a metlice. Jsou odtud dílčí výhledy.

## Geomorfologické zařazení
Sedlo náleží do celku Ještědsko-kozákovský hřbet, podcelku Ještědský hřbet, a prochází jím rozhraní podřízených okrsků Hlubocký hřbet a Kryštofovy hřbety. Sedlo zároveň odděluje Ještěd od Černé hory.

## Historie
Silnice III/2784 byla zbudována mezi lety 1863 a 1867, kdy nahradila starou obchodní stezku, jež tudy vedla. Kdysi, když vozy kupců tahaly koně, docházelo v těchto místech k vypřahání pomocných spřežení, které si vozkové najímali před začátkem stoupání, aby sem povoz vůbec vyvezli.

## Turistické informace
Visel tady mariánský obrázek. Stojí tu starý žulový obelisk (jako rozcestník na turistické Hřebenové cestě zbudované na počátku 20. století). Nachází se zde parkoviště pro automobily, stánek s občerstvením a výchozí bod silničky k Ještědce a dále až k hotelu s televizním vysílačem stojícím na vrcholu hory.
Přes sedlo vedou nebo zde mají koncový bod turistické značky všech barev.